# Ternate (Włochy)
Ternate – miejscowość i gmina we Włoszech, w regionie Lombardia, w prowincji Varese.
Według danych na rok 2004 gminę zamieszkiwały 2254 osoby, 450,8 os./km².